# Guillaume de Flavacourt
Guillaume II de Flavacourt (en latin Guillermus de Flavacuria), né au XIIIe siècle, est un évêque catholique français, archevêque de Rouen du 22 mai 1278 à sa mort, le 6 avril 1306.

## Famille
Guillaume est le fils de Guillaume, chevalier, seigneur de Flavacourt et de Julienne, et a au moins deux frères : Eustache et Pierre.
Au cours de son épiscopat, il pourvoit sa famille de bénéfices. Ainsi, Philippe de Flavacourt, chanoine (1281) devient trésorier du chapitre (1289-1291 et 1299-1300), Jean de Flavacourt, trésorier (1296), Guillaume de Flavacourt, chanoine (1298), trésorier (1302) et archidiacre de Rouen (1305).
Des membres de sa famille occuperont des fonctions importantes. C'est le cas de son neveu Guillaume IV de Flavacourt, archevêque d'Auch et de Rouen (1357-1369) et de sa nièce Alda II de Crèvecœur, abbesse de Fontaine-Guérard (1288-1332).

## Biographie

### Avant son élection
Guillaume de Flavacourt détient une prébende de la cathédrale de Rouen quand il est nommé official de Rouen par Eudes Rigaud. Il en possède également une de Notre-Dame de Paris. En 1266, il devient archidiacre du Petit-Caux. Commissaire royal, professeur de droit civil, il est aussi le trésorier de la cathédrale. L'élection le 9 septembre 1275 du trésorier de la cathédrale Guillaume de Saane refusée par le pape Grégoire X, une nouvelle a lieu le 21 mars 1276. Il obtient du pape Nicolas III une bulle le 7 mai 1278. Il est consacré le 22 mai 1278 archevêque de Rouen et reçoit le pallium le 25. 

### L'archevêque de Rouen
En 1280, il concède l'espace entre le croisillon nord de la cathédrale et la rue Saint-Romain. Cette ouverture a permis la construction du portail des Libraires, précédé d'une avant-cour. Son pendant est réalisé au sud avec le portail des Calendes. Ces réalisations sont confiées au maître d'œuvre Jean Davy. L'ouverture du portail des Libraires permet la reconstruction d'un cloître dans la cour d'Albane, dont seule la galerie est sera élevée. En 1302, Guillaume de Flavacourt remplace la chapelle axiale par une plus grande, dédiée à la Vierge.
Au cours de sa prélature, Guillaume de Flavacourt organise des distributions aux pauvres et développe le culte des saints archevêques. Il est désigné par le pape Martin IV pour être un des trois commissaires chargé de l'enquête sur la vie et les miracles de Saint-Louis. C'est ainsi que le 21 décembre 1281, accompagné de Guillaume de Grez, évêque d'Auxerre et de Roland de Palma, évêque de Spolète, il se rend sur les lieux de la dépouilles de Louis IX.
Au début du XIVe siècle, il reconstruit l'archevêché et s'étend de la cour des Libraires et la tour qui fait saillie sur la rue Saint-Romain. Le logement de l'archevêque s'élevait le long de la cour des Libraires. Entre le logement de l'archevêque et la tour se trouvait la grande salle de réception,.
D'abord chanoine et grand archidiacre de Rouen, il crée, au cœur de la maîtrise de la cathédrale de Rouen, le collège du Saint-Esprit en 1305, composé de six chapelains.
Il meurt le 6 avril 1306 et il est inhumé dans la chapelle de la Vierge de la cathédrale de Rouen, dans un monument de marbre noir avec gisant, disparu au XVIIIe siècle. Il était disposé à l'opposé de celui d'Eudes Rigaud, contre le mur côté nord de la chapelle.

## Héraldique
Ses armes sont : « d'argent, à deux quintefeuilles de gueules, au franc canton de même à une croix fleuronnée d'argent ».